# Ad hoc
Ad hoc (po łac. „do tego”) – łaciński zwrot występujący w sformułowaniu: działanie ad hoc. Działanie ad hoc oznacza działanie podejmowane doraźnie, dla zrealizowania określonego celu, tymczasowo.

## W metodologii naukowej
Hipoteza (teoria) ad hoc jest to hipoteza, która nie wynika wprost z obowiązującego paradygmatu. Postawiona jest w celu wyjaśnienia jakiegoś zjawiska, które zdaje się być niezgodne z uznanymi teoriami. Hipoteza taka nie stanowi spójnej teorii mogącej opisywać szerszą klasę zjawisk i przewidywać nowe zjawiska. Przykładem hipotezy ad hoc w fizyce była hipoteza Plancka o kwantowym charakterze promieniowania elektromagnetycznego sformułowana w celu uzyskania zgodności opisu promieniowania ciała doskonale czarnego z doświadczeniem. Po stworzeniu fizyki kwantowej hipoteza ta stała się jednym ze spójnych elementów tej teorii przestając być hipotezą ad hoc.

## W politologii
Pojęciem tym określa się m.in. powołanie na czas oznaczony lub nieoznaczony instytucji lub organu jednoosobowego bądź kolegialnego, któremu wyznacza się do realizacji określone zadania zlecone przez organ powołujący (władze publiczne: sądowniczą, wykonawczą i ustawodawczą).
Przykładem organu powoływanego ad hoc jest Izba Procedury Sumarycznej w Międzynarodowym Trybunale Prawa Morza (judykatura), instytucja ministra zadaniowego, zwanym też ministrem bez teki (egzekutywa), czy komisje śledcze w Sejmie (legislatywa).

## W informatyce
Istnieją sieci komputerowe zwane sieciami ad hoc.